# Tomb Raider (2013)
Tomb Raider és un videojoc d'acció i aventures desenvolupat per Crystal Dynamics i distribuït per Square Enix. És el desè títol de la sèrie Tomb Raider i el cinquè títol desenvolupat per Crystal Dynamics. El joc és un reinici de la sèrie i compte els orígens de la protagonista de la sèrie, Lara Croft. És el primer joc de la sèrie a ser classificat Mature (M) per l'ESRB i 18 per PEGI. El joc va ser llançat per a PlayStation 3, Xbox 360, Microsoft Windows, Origin i Steam l'1 de març de 2013, per a Mac OS el 23 de gener de 2014 i per PlayStation 4 i Xbox One el 31 de gener de 2014 com Tomb Raider: definitive Edition.

## Desenvolupament
Després de Tomb Raider: Underworld, Crystal Dynamics es va separar en dos equips; el primer va començar a treballar en la següent seqüela de Tomb Raider, mentre que el segon es va centrar en crear un altre joc de la franquícia (el qual va ser Lara Croft and the Guardian of Light el 2010). El novembre de 2010, Square Enix va comprar l'eslògan per a una nova sèrie de Tomb Raider; "A Survivor is Born". El 6 de desembre de 2010, Square Enix va anunciar que Tomb Raider havia estat en producció durant dos anys. El cap de l'estudi Darrell Gallagher va dir, "Oblida't de tot el que sabies de Tomb Raider, aquesta és una història d'orígens que crea Lara Croft i la porta a un personatge que defineix el viatge com ningú". Game Informer, tant la pàgina web com la revista, van cobrir la notícia en el seu número de gener de 2011. Tomb Raider va ser el primer joc en la franquícia a obtenir la classificació de M índex d'audiència als Estats Units.
El gener de 2012, quan li van preguntar si hi hauria un joc disponible per a la consola de Nintendo Wii U, Crystal Dynamics va respondre que no hi havia plans, ja que no era un joc fàcil d'adaptar a les portàtils. El mode multijugador va ser creat per l'estudi canadenc Eidos Montreal, conegut per fer Deus Ex: Human Revolution. El maig de 2012, es va anunciar que el joc s'havia retardat i es llançaria en el primer quart de 2013, per poder-lo polir.

## Recepció

### Crítica
Tomb Raider ha rebut crítiques exel·lents a GameRankings i Metacritic superant el 85% en comentaris positius. Els crítics van aclamar molt els detalls tècnics, així com els gràfics, la jugabilitat, la interpretació de Camilla Luddington com Lara Croft i el reinici de la franquícia Tomb Raider. Referent al mode multijugador, alguns crítics consideren innecessari, però ha estat excel·lentment rebut, considerant-ho com un multijugador "senzill i eficaç".

### Vendes
El 23 d'agost de 2013, Darrel Gallagher, director de Crystal Dynamics, va revelar que Tomb Raider ha venut 4 milions de còpies, considerat uns dels jocs més venuts de la franquícia. L'abril de 2015 es va revelar que havia assolit finalment 8,5 milions de còpies, superant les expectatives de Square Enix i convertint-se en el joc més venut de tota la saga de Tomb Raider. El novembre de 2017 Square Enix confirmà que el joc havia venut més d'11 milions de còpies.